# العلاقات السنغالية الكوبية
العلاقات السنغالية الكوبية هي العلاقات الثنائية التي تجمع بين السنغال وكوبا.

## مقارنة بين البلدين
هذه مقارنة عامة ومرجعية للدولتين:
| وجه المقارنة                                              | السنغال                                              | كوبا                              |
| --------------------------------------------------------- | ---------------------------------------------------- | --------------------------------- |
| المساحة (كم2)                                             | 196.72 ألف                                           | 109.88 ألف                        |
| عدد السكان (نسمة)                                         | 15.85 مليون                                          | 11.48 مليون                       |
| الكثافة السكانية (ن./كم²)                                 | 80.57                                                | 104.48                            |
| العاصمة                                                   | داكار                                                | هافانا                            |
| اللغة الرسمية                                             | لغة فرنسية، اللغة الولوفية، باديارا ‏، اللغة البلنتية | اللغة الإسبانية                   |
| العملة                                                    | فرنك غرب أفريقي                                      | بيزو كوبي، بيزو كوبي قابل للتحويل |
| الناتج المحلي الإجمالي (بليون دولار)                      | 16.37 مليار                                          | 87.13 مليار                       |
| الناتج المحلي الإجمالي (تعادل القوة الشرائية) بليون دولار | 36.62 مليار                                          |                                   |
| الناتج المحلي الإجمالي الاسمي للفرد دولار أمريكي          | 899                                                  |                                   |
| الناتج المحلي الإجمالي للفرد دولار أمريكي                 | 2.33 ألف                                             |                                   |
| مؤشر التنمية البشرية                                      | 0.466                                                | 0.769                             |
| رمز المكالمات الدولي                                      | +221                                                 | +53                               |
| رمز الإنترنت                                              | .sn                                                  | .cu                               |
| المنطقة الزمنية                                           | 00                                                   | 00                                |

## منظمات دولية مشتركة
يشترك البلدان في عضوية مجموعة من المنظمات الدولية، منها:
| علم المنظمة | اسم المنظمة                                 | تاريخ انضمام السنغال | تاريخ انضمام كوبا |
| ----------- | ------------------------------------------- | -------------------- | ----------------- |
|             | يونسكو                                      | 10 نوفمبر 1960       | 29 أغسطس 1947     |
|             | منظمة حظر الأسلحة الكيميائية                | ?                    | ?                 |
|             | منظمة التجارة العالمية                      | ?                    | ?                 |
|             | الاتحاد البريدي العالمي                     | ?                    | ?                 |
|             | منظمة الشرطة الجنائية الدولية               | ?                    | ?                 |
|             | الأمم المتحدة                               | 28 سبتمبر 1960       | 24 أكتوبر 1945    |
|             | الاتحاد الدولي للاتصالات                    | 15 نوفمبر 1960       | 16 يناير 1918     |
|             | مجموعة دول أفريقيا والكاريبي والمحيط الهادئ | ?                    | ?                 |

## وصلات خارجية
- موقع وزارة الخارجية السنغالية
- موقع وزارة الخارجية الكوبية